# 카레 전투
카레 전투는 기원전 53년 카레(Carrhae, 지금의 튀르키예 하란)에서 로마의 장군 마르쿠스 리키니우스 크라수스와 파르티아 제국의 장군 수레나스 사이에서 벌어진 전투를 말한다. 이 전투 결과 파르티아 제국의 대승으로 끝났다.

## 배경
기원전 55년 마르쿠스 리키니우스 크라수스 장군은 폼페이우스와 함께 집정관의 임기가 종료되었다. 당시 로마에서는 크라수스, 폼페이우스, 율리우스 카이사르 이 세사람이 중심이 된 삼두 정치가 이루어지고 있었다. 그러나 스파르타쿠스의 반란을 진압한 이후 거의 20년간 눈에 띄는 활동을 하지 않았던 크라수스는 폼페이우스와 카이사르처럼 눈부신 전공을 세우고자 하는 욕심에 원정을 생각한다.
그 상대로 가장 손쉽게 생각한 것이 파르티아였다. 원로원은 원정은 안된다고 설득하였으나, 카이사르와 폼페이우스가 찬성하자 원로원은 그때서야 승인한다. 크라수스가 이끄는 로마군은 기원전 55년말에 시리아에 도착하였고, 아르메니아왕 아르타바제스의 협력으로 아르메니아 산맥을 넘어 직접 파르티아 왕국으로 향했다. 이를 맞아 싸우는 파르티아왕 오로데스 2세는 군대를 둘로 나누었다. 그는 보병 전부와 약간의 기병을 자신이 직접 이끌고 아르메니아를 공격하였고 9천의 궁기병과 1천의 카타프랙트를 수레나스에게 주어 크라수스 군을 막게 하였다. 오로데스 2세는 수레나스가 로마군을 격파할 것이라는 생각은 안했고 단지 그가 시간을 벌어주기를 기대하였을 뿐이였다.
크라수스는 아랍 부족장이였던 아리암네스의 길안내를 받아 행군을 하였다. 아리암네스는 폼페이우스의 동방원정을 도운 전력이 있었으므로 크라수스는 신뢰를 하였다. 그러나 사실 그는 이미 파르티아 측에 매수된 상태였다. 아리암네스는 로마군을 칼레 근처까지 인도하였고 이 곳은 물이 없고 사방이 확 트인 곳으로 보병이 기병을 상대하기엔 최악의 지형이였다. 이 곳으로 진입하기 전 크라수스는 아르메니아 왕 아르타바제스로부터 파르티아 주력이 도착하여 위급하다는 구원요청을 받았으나 무시하고 계속 파르티아 영토내를 진군키로 하였다.

## 전투
- 로마측 지휘관 : 마르쿠스 리키니우스 크라수스와 크라수스의 아들 푸블리우스 리키니우스 크라수스
- 파르티아측 지휘관 : 수레나스

크라수스는 수레나르 군과 마주치자 동요하였다. 그의 장군인 카시우스는 크라수스에게 전통적인 포진인 보병을 중앙에 두고 기병을 양 익에 배치하는 진형을 짜자고 건의하였으나 측면과 후방이 노출될 것을 우려한 크라수스는 거대한 직사각형의 형태를 이루게 진형을 짠다. 때문에 로마군의 기동성은 현저히 저하된다.
수레나스는 전투 개시 전에 악기로 시끄러운 소음을 내었고 그의 중기병인 카타프랙트가 번쩍이는 갑옷을 노출하는 시위로 로마군을 동요케 하려 하였다. 그러나 로마군은 이것에 별다른 반응을 보이지 않았고 이를 본 수레나스는 카타프랙트로 로마군에 돌격하고자한 처음의 계획을 단념한다. 그 대신 궁기병으로 화살 공격을 퍼붓는다.
9천명의 궁기병이 넓게 포진하여 로마군을 에워싸 화살을 퍼붓자 밀집하여 서있었던 로마군은 높은 확률로 이 화살에 맞았다. 비록 로마군은 방패로 몸을 보호할 수 있었으나 노출된 팔다리에 화살을 맞는 것까진 피할 수 없었다. 그 결과 시간이 지날수록 부상자들은 점점 증가하였다. 또한 병사들은 거대한 방패를 들고 사막에서 서있어야 했으므로 탈수증상과 열사병으로 쇠약해졌다.
크라수스는 이 난관을 타개하기 위해 로마군을 전진시켜보았는데 로마군이 산개하여 궁기병에게 돌격하면 궁기병은 퇴각하면서 거리를 벌린 뒤 말위에서 뒤로 돌아 사격을 가했다. 그리고 로마군이 화살로부터 완전히 보호하기 위해 방패로 머리위까지 덮는 귀갑대형을 짜면 카타프랙트가 즉시 돌격하여 이 대형을 무너뜨렸다. 이 전술은 파르티안 샷이라 불리며, 현재 영어에서는 '자리를 뜨면서 말하는 악담'이란 의미를 가지고 있다.
크라수스는 투창병을 보내보았으나 투창병 역시 비처럼 쏟아지는 화살 공격을 견디지 못하고 후퇴할 뿐이였다. 진퇴양난인 상황이 된 크라수스는 파르티아 군의 화살이 떨어질때까지 기다려 보았으니 수레나스는 수천의 낙타 부대에 화살을 잔뜩 실은채 대기시켰으므로 화살 공격은 쉬기않고 계속되었다.
나중엔 그의 아들인 푸빌리우스에게 기병대로 구성된 별동군을 조직해 파르티아 군을 공격하게 하였으나 이 별동군은 화살 공격을 당한 뒤 파르티아 궁기병 그리고 카타프랙트에 포위되어 전멸당하고 푸빌리우스도 목숨을 잃는다. 창에 꽂혀 높이 들린 푸빌리우스의 목을 본 크라수스는 심하게 동요하였고 따라서 부상자들을 팽겨친채 근처 마을인 카레로 후퇴한다.
다음날 아침 수레나스가 보낸 사자가 회담을 제의하였다. 그 사자는 수레나스는 로마군이 시리아로 안전하게 귀국할 것을 보장해 줄 것이며 그 대가로 로마가 유프라테스 강 동쪽의 영토를 포기하는 것을 원한다고 하였다. 크라수스는 회담에 나가는 것을 꺼려하였으나 로마군은 크라수스가 회담을 하지 않으면 반란을 일으키겠다고 위협하였다. 파르티아 군은 회담에 나온 크라수스를 생포하려고 하였고 이에 저항하는 과정에서 크라수스와 그의 일행은 목숨을 잃는다. 카레에 있었던 로마군은 철수하려고 하였으나 대부분이 추격당해 죽거나 생포당하게 된다. 대략 2만명의 로마군이 목숨을 잃었고 1만명은 포로로 잡혔다.

## 영향
카레 전투는 로마가 겪은 대패배 중에 하나로 기억되게 된다. 이 전투에서 크라수스의 아들 푸블리우스는 전사하고, 그의 머리는 로마군이 보이도록 창에 꽂아지게 되었다. 크라수스 자신도 이 전투 후에 살해당하고, 머리는 파르티아왕 오로데스 2세에게로 보내졌다. 파르티아군의 보병대는 아르메니아 왕국을 정복하여 왕을 포로로 삼았다. 그러나 다만 이 승리로 인해 오로데스 2세는 사령관 수레나스에게 의심과 질투의 마음을 가지게 되었고, 얼마안가 수레나스는 의문의 죽음을 당한다. 수레나스의 죽음에 왕이 관여했는지는 정확히 알 수는 없다. 수레나스의 사후, 오로데스 2세는 자신이 직접 군대의 지휘를 맡았다. 오로데스 2세는 수레나스와는 달리 전투에 뛰어나지 않았고, 또한 수레나스가 채용한 전법도 사용하지 않았다. 이것은 이후 로마군에 의해 약해진 시리아와의 전쟁에서 실패하면서 증명하게 된다.
크라수스 휘하의 카시우스는 시리아에서 약 10,000명의 병사를 데리고 돌아와 2년간 시리아를 오로데스 2세의 공격으로부터 지켰다. 그 후 카시우스는 파르티아군을 격파하고, 이 승리로 인해 키케로에게 극찬을 받게 되었다. 카시우스는 기원전 44년 카이사르 암살의 중요인물이 된다.
카레 전투로 인해 비단이 유럽대륙에도 알려지게 되었다. 이 전투에서 살아 남은 로마 병사는 파르티아군의 빛에 번쩍이는 깃발(다분히 비단으로 만들었던)을 보았다고 보고했다고 하기도 하고, 파리티아 중기병이 붉은 비단옷을 입고 있었는데 이들이 불의 전사처럼 보였다고 하기도 한다. 유럽에서 비단에 대한 관심은 대단히 커지게 되어, 실크로드가 중국에서 서유럽까지 연장되어 역사상 가장 크고 가장 풍부한 통상로가 열리는 데 커다란 원동력이 되었다.